# Vertol H-21
Le Vertol H-21 (selon la nomenclature de l'US Air Force) ou le Piasecki Helicopter PD 22, est le premier hélicoptère lourd de transport utilisé en grand nombre dans des opérations militaires. Développé à partir de 1945 par Frank Piasecki et opérationnel dans les armées de plusieurs pays de la deuxième moitié des années 1950 jusqu'à la fin des années 1960, il possède deux rotors en tandem. Il reçoit plusieurs noms, tels que « Workhorse » (« cheval de trait ») ou « Shawnee », mais il est plus connu sous le nom de « banane volante » (« Flying banana »), en raison de sa forme destinée à empêcher les deux rotors d'interférer l'un avec l'autre.
Le H-21 est une version améliorée des HRP-1 et HRP-2 Rescuer, et l'ancêtre du CH-47 Chinook. Il effectue son premier vol le 11 avril 1952. Le modèle cesse d'être opérationnel dans l'US Army en 1967 et dans l'armée française à la fin des années 1960.
Quelques modèles sont conservés dans des musées français, dont un au musée de l'ALAT à Dax et un autre au Musée de l'Air et de l'Espace au Bourget, dans le hall de la Voilure Tournante.

## Histoire

### L'US Army et l'US Air Force en Corée, puis au Viêt Nam
L’apparition du H-21 pendant la guerre de Corée est anecdotique. Il sert d'appareil de transport, de recherche et de sauvetage. Il possède des coussins gonflables qui lui permettent de se poser sur l'eau.
En revanche, au Viêt Nam, les H-21 de l'US Army constituent un élément essentiel du soutien initial américain à l'armée sud-vietnamienne. Le 12 décembre 1961, à la demande expresse du général Maxwell D. Taylor, les 8e et 57e compagnies de transport sont déployées, suivies fin 1962 par la 81e et la 93e, formant ainsi le 45e bataillon de transport. Les appareils sont aménagés pour recevoir des mitrailleuses de portière de 12,7 (HB M 2) ou 7,62 mm (M-1919 ou M-60), voire des tourelles double de nez provenant de B-29. Leur vulnérabilité et leur sensibilité au climat chaud les fait totalement remplacer par les UH-1B en mai 1964. Le 27 juin 1964, le général Oden reforme officiellement le dernier H-21. Malgré leurs défauts, les H-21 ont permis de mettre au point la doctrine d'emploi des hélicoptères de transport (en anglais : « Air mobility ») pour le reste du conflit.
Le H-21 sert par ailleurs avec l'US Air Force aux États-Unis et en Europe. Deux détachements de dix appareils du 23e escadron d'hélicoptères, servent de novembre 1956 au 8 janvier 1958 en France à la base aérienne de Phalsbourg-Bourscheid. En outre, l'US Army fait moderniser ses H-21 au dépôt de Brienne-le-Château à partir de septembre 1961.
Le H-21 est crédité du premier vol transcontinental sans arrêt à travers les États-Unis, le 24 août 1956.

### L’Aviation légère de l'armée de terre et la Marine nationale en Algérie
Pendant la guerre d'Algérie, le H-21C sert de juin 1955 à avril 1960, avec l'ALAT et la Marine nationale (flottille 31F) au sein du Groupement d'hélicoptères no 2 basé à Sétif.

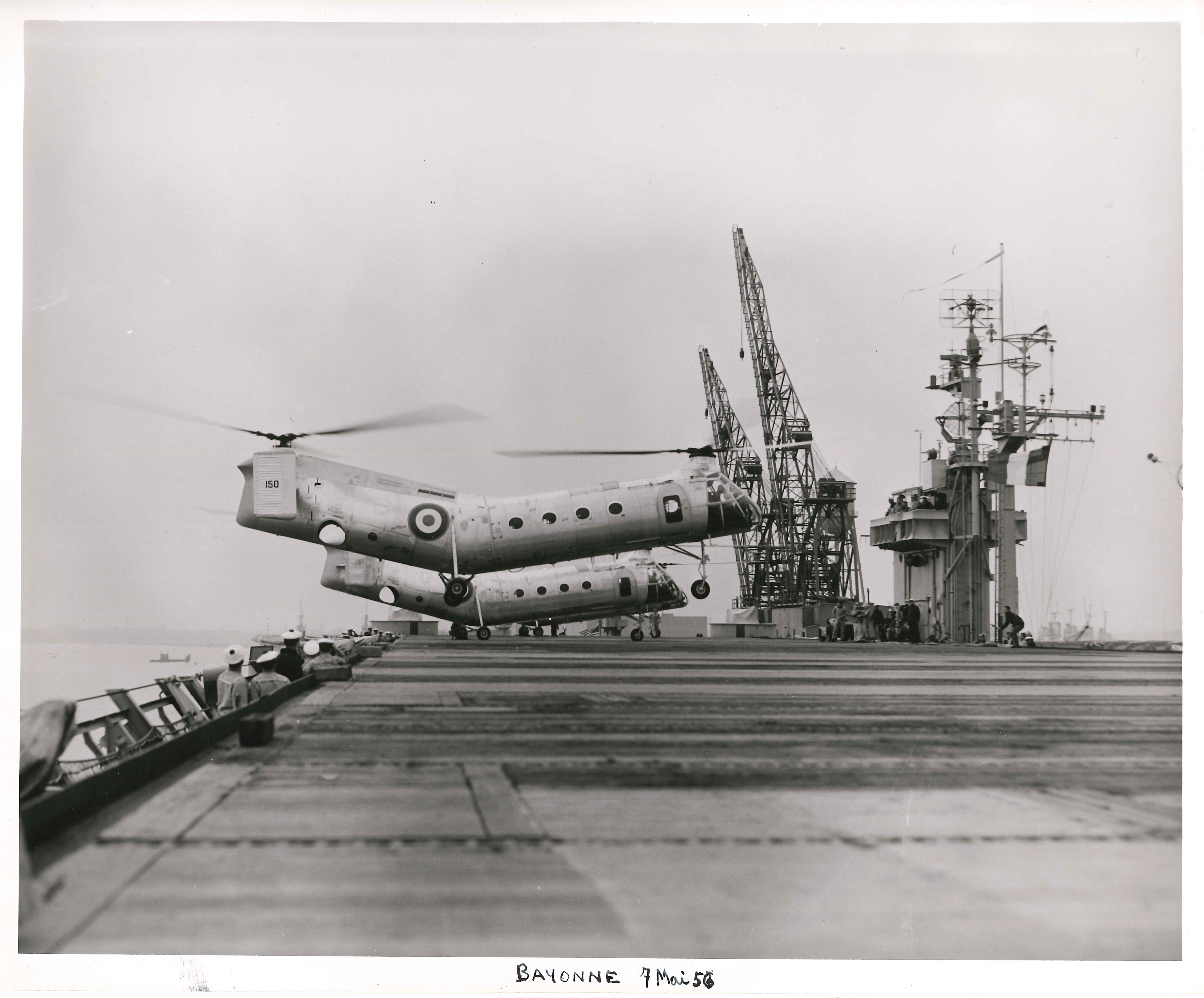
Appontage d'un Vertol H-21 sur le Dixmude le 7 mai 1956 à Bayonne (NJ).

Il est utilisé dans un double rôle de transport d'assaut et d'évacuation sanitaire (EVASAN). En tant qu'hélicoptère de transport d'assaut, il peut théoriquement transporter une vingtaine d'hommes, appuyés par une mitrailleuse de sabord. En tant qu'hélicoptère d'évacuation sanitaire, il peut transporter une douzaine de brancards. Un certain nombre d'expériences ont été effectuées, en montant des paniers de roquettes ou des lance-bombes, mais sans suite.
Si la formule birotor permettait d'avoir une grande cabine, le poids à vide de l'hélicoptère (4 tonnes), combiné avec une puissance moyenne (1 425 ch), n'autorisait qu'occasionnellement des opérations en pleine charge dans un pays chaud et montagneux. Les Sikorsky H-34, d'un rapport poids/puissance plus favorable, embarquaient parfois plus de commandos, malgré leur limitation à dix places.

## Versions
- XHRP-1 : Deux prototypes équipés du Pratt & Whitney R-1340-AN-1 de 600 ch sont produits pour l’US Navy
- HRP-1 Rescuer : Une série de 35 appareils est construite pour l’US Navy avec un fuselage en toile.
- HRP-2 Rescuer : Une série de 5 HRP-1 est produite pour les US Coast Guards avec un fuselage en métal.
- YH-21 Work Horse : 18 HRP-2 sont produits à titre d’essais pour l’US Air Force et destinés au rôle de recherche et sauvetage (SAR) dans l’Arctique.
- H-21A Work Horse (Model 42) : 38 appareils identiques à l’YH-21 avec quelques modifications et équipé d’un moteur Wright R-820-103 de 1 250 ch sont livrés à l’US Air Force. La RCAF en reçoit 6. Le modèle est baptisé CH-21A en 1962 à la suite du changement de nomenclature de l’USAF.
- H-21B Work Horse : 163 sont construits sur la base du H-21A mais avec un moteur poussé à 1 425 ch et une capacité d’emport de 20 hommes, un pilote automatique de série, une protection blindée limitée et des réservoirs externes. Ils deviennent CH-21B en 1962.
- SH-21B Work Horse : Version « Sauvetage » du H-21B, ils deviennent HH-21B en 1962.
- H-21C Shawnee (Model 43) : 334 sont construits par Vertol pour l'USAF et l'US Army et 32 construits sous licence par Weser Flugzeugbau pour la Bundeswehr (Heeresfliegerbataillon 300). Les modèles fabriqués pour l'US Army deviennent CH-21C en 1962. 108 sont livrés à la France, 98 à l'ALAT et 10 à la Marine nationale. Sa production s'étale de début 1954 à mars 1959.
- H-21D Shawnee (Model 71) : Deux H-21C sont remotorisés avec deux turbines General Electric T-58-GE. Essayés en 1957 et 1958, ils ne sont pas produits en série.
- Model 44A : Version commerciale du H-21B pouvant transporter 19 passagers.
- Model 44B : Version commerciale du H-21B pouvant transporter des charges et 15 passagers.
- Model 44C : Version commerciale du H-21B version executive pour 10 passagers.
- HKP-1 : Désignation suédoise du modèle 44A dont 9 ont été achetés neufs et 2 modèles 44 B achetés d’occasion puis modifiés aux spécifications de l’armée suédoise.

## Utilisateurs

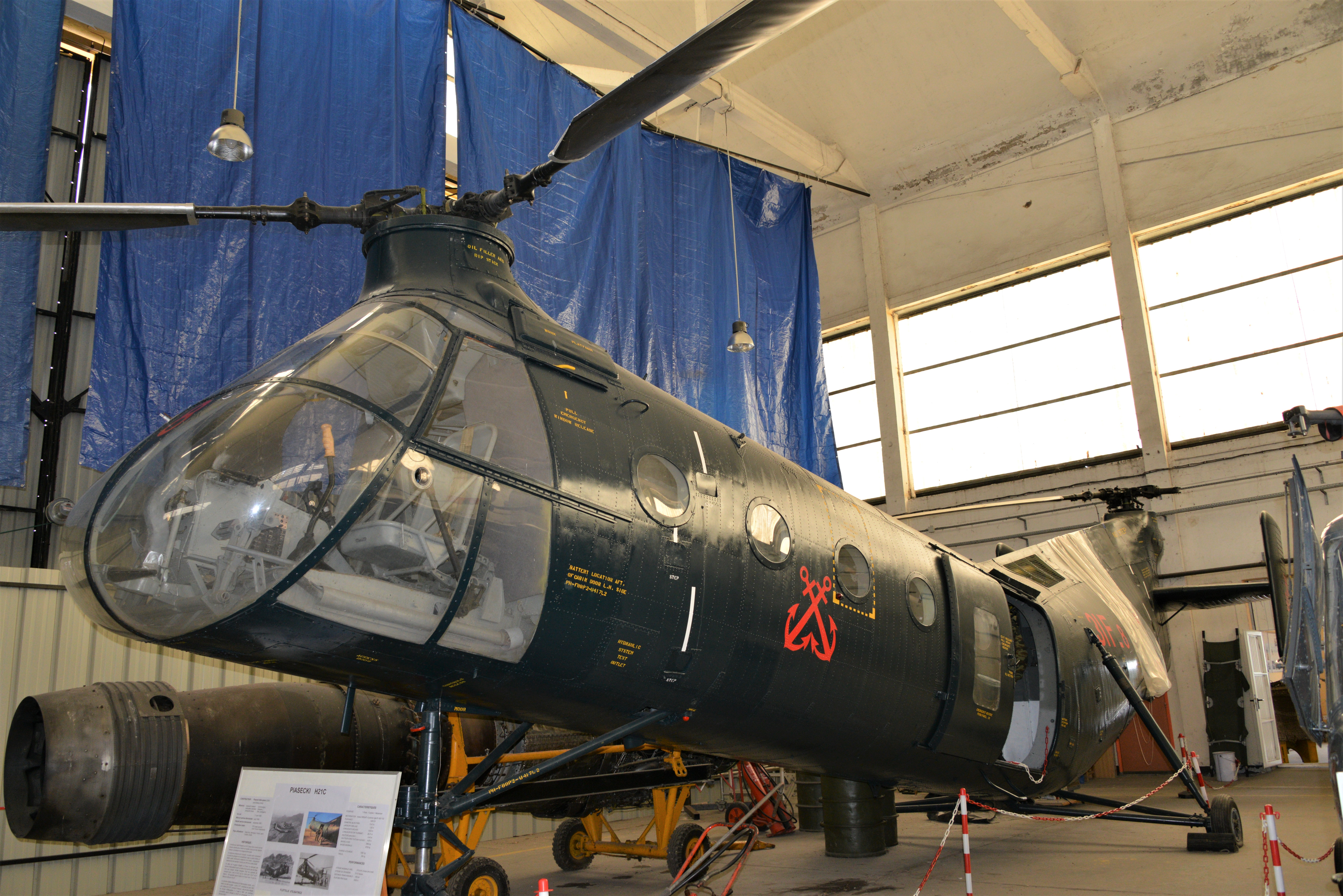
Piasecki H-21 « Banane » de la Marine nationale française exposé au Musée de l'aéronautique navale.

Issu d’un programme initialement prévu pour l’US Navy en 1943, 707 exemplaires au total sont construits.
- Allemagne de l'Ouest :
  - Heeresflieger (Armée de Terre ouest-allemande) : 32 H-21C
- Birmanie : 
  - Force aérienne du Myanmar : (12 exemplaires)
- Canada :
  - Royal Canadian Air Force : 6 H-21A
- République démocratique du Congo :
  - Force aérienne démocratique du Congo : 6 H-21A
- États-Unis :
  - US Air Force : 214 H-21A et H21-B
  - US Army : 334 H-21C
- France :
  - ALAT : 98 H-21C
  - Marine nationale : 10 H-21C
- Japon : 10 H-21C
  - Force aérienne d’autodéfense japonaise : 10 H-21C
- Suède : 11 HKP-1
  - Marine suédoise : 11 HKP-1
- Belgique : Sabena 2 exemplaires

## Caractéristiques techniques
Le H-21 possède deux rotors contrarotatifs à trois pales chacun et un double plan stabilisateur arrière. L’équipage comprend deux personnes côte à côte dans une cabine à double commande.
La banane volante, H21-C, présente de nombreux points faibles : sa faible puissance, ses pâles très fragiles et ses trains d'atterrissages très souvent endommagés. En effet, il arrivait parfois qu'en atterrissant, le train touche le sol et s'arrache, engendrant des dégâts voire des accidents. Pour y remédier, les mécaniciens sur place confectionnent des "berceaux" pour les trains d'atterrissages. 
Malgré cela, le H21-C s'illustre comme transport emblématique de la guerre d'Algérie .